# إثنوغرافيا التواصل
إثنوغرافيا التواصل، والتي يُطلق عليها في الأصل تسمية إثنوغرافيا الكلام، هي تحليل التواصل ضمن السياق الأوسع للممارسات الاجتماعية والثقافية ومعتقدات الأعضاء المنتمين لثقافة معينة أو لجماعة لغوية. انبثقت إثنوغرافيا التواصل من البحث الإثنوغرافي، وهي طريقة في تحليل الخطاب في اللغويات بالاعتماد على المجال الأنثروبولوجي الإثنوغرافي. على العكس من الإثنوغرافيا الأصولية، تُراعي إثنوغرافيا التواصل كل من الصيغة التواصلية، والتي قد تحتوي على اللغة المنطوقة لكنها لا تقتصر عليها، ووظيفة هذه الصيغة ضمن الثقافة المعطاة.
تتضمن الأهداف العامة لأسلوب البحث النوعي هذا القدرة على التعرف على أفعال و/أو رموز التواصل الأكثر أهمية للمجموعات المختلفة، وأنواع المعاني التي تُطبقها المجموعات على أحداث التواصل المختلفة، وكيفية تعلم أعضاء المجموعة لهذه الرموز، وذلك من أجل أخذ نظرة عن بعض المجموعات المعينة. يمكن استعمال هذه الرؤية الإضافية لتحسين التواصل مع أعضاء المجموعة، وإدراك المراد من قرارات المجموعة، وتمييز المجموعات بعضها عن البعض الآخر، إضافة إلى أشياء الأخرى.

## الأصول
اقترح ديل هايمز إثنوغرافيا التواصل كمنهج لتحليل أنماط استخدام اللغة ضمن الجماعات اللغوية، وذلك من أجل توفير الدعم الكافي لفكرته عن الكفاءة التواصلية، والتي نتجت بحد ذاتها كاستجابة منه لتفريق نعوم تشومسكي بين الكفاءة اللغوية والأداء اللغوي.
أُطلق عليها في ورقة ديل هايمز البحثية المنشورة في 1962 مصطلح «إثنوغرافيا الكلام»، وأُعيد تسميتها في ورقته البحثية المنشورة في 1964 باسم مقدمة: نحو إثنوغرافيا التواصل، وذلك لاستيعاب صفات التواصل غير المسموعة وغير اللفظية، على الرغم من استمرار باحثي إثنوغرافيا التواصل بالتركيز على الكلام على اعتباره «من الوسائل البارزة والرئيسية في التواصل».
يُفترض بالمصطلح «إثنوغرافيا التواصل» أن يكون واصفًا للخصائص التي يجب أن يتحلى بها المنهج الرامي لتحليل اللغة من منطلق أنثروبولوجي. يجب أن يتحلى هذا المنهج، وفقًا لديل هايمز، بما يلي: 1) «التقصي المباشر لاستخدام اللغة في سياقات حالات مختلفة لاستشفاف أنماط ملائمة لأنشطة الكلام»، 2) «أخذ المجتمع كسياق وتحري عادات التواصل الخاصة به بأجمعها». بكلمات أخرى، يجب أن تتم عملية تحليل الصيغة اللغوية وفقًا للسياق الاجتماعي الثقافي لاستعمالها ولوظائف المعاني التي تنقلها، بدلًا من تجريدها من وظيفتها ومن تحليل تواصل المجتمع أو الثقافة ولغوياتها. تصف اللغوية ديبورا كاميرونه هذا بقولها:«إن انصب اهتمامك على الطريقة التي تنسجم بها إحدى المناسبات الكلامية مع شبكة الاعتقادات والممارسات بأجمعها، فستسهب في وصف أشياء خارج الكلام نفسه مثل وصفك للمتحدثين، ومكان وجودهم، والأعراف والمعتقدات المهمة في حياتهم».